# 出浦盛清
出浦盛清（1546年—1623年），本名昌相，是日本战国时代的武士，也是甲州透破（忍者）的首领之一。

## 生平
他出生于信濃国埴科郡坂城町出浦，出自村上氏更级郡村上村。原名清種，是初代左卫门尉的次子，更级郡上平（出浦）城主。
在村上义清逃亡后，盛清投效于甲斐武田家。随着武田氏的灭亡，他转而效力于森长可，甚至亲自护送长可前往猿ヶ馬场峠，长可赠送他一把胁差作为纪念品。天正十一年（1583年）后，他改投真田昌幸和真田信之，担任更级郡上平城主。1583年9月22日，他交付昌幸的上总宛手书记录，自称对马守。作为真田家臣，他与横谷幸重（通称"横谷左近"）共同统率吾妻忍者众，表现活跃。在天正十八年（1590年）6月，他参与攻击北条氏的忍城，展现了出色的战斗技巧。
作为松代藩忍者的领袖，他也推崇武家文化。关原之战后，他居住在上州吾妻郡原町。在元和9年（1623年）去世，其子出浦幸久继承了松代藩，领地达1000石，成为江户幕府的家老。

## 逸事
有一说出浦盛清与富田乡左卫门是同一人。盛清精通忍术，曾亲自潜入敌城，以确保手下透破眾潜入城中后回报的准确性。